# Agujaceratops mariscalensis
Agujaceratops mariscalensis ("hornansikte från Aguja") är en art av dinosaurier som tillhör ett nyss omklassificerat släkte av ceratopsier, det vill säga Agujaceratops. Den kallades ursprungligen för Chasmosaurus mariscalensis och beskrevs av Lehman år 1989. Den flyttades till sitt nya släkte av Lucas, Sullivan och Hunt år 2006. Lehman tror att miljön i vilken Agujaceratops levde (åtminstone där de fossila resterna hittades) kan ha varit ett träsk. Agujaceratops levde under yngre krita (campanianskedet) för 84 till 71 miljoner år sedan.

## Fynd och art
År 1938 grävde man fram tre benbäddar innehållande fossil av dinosaurier, och material efter ceratopsier samlades in från Big Bend National Park av William Strain. Detta material studerades av Lehman runt 50 år senare. Han döpte det till Chasmosaurus mariscalensis. Dock fanns det vid den tiden inget fastställt kranium efter ett fullvuxet djur. Så samlades ytterligare material in år 1991 i Big Bend av en expedition ledd av Paul Sereno. Påföljande analyser resulterade i att taxonet placerades i sitt eget släkte. Hittills har 12 kranier hittats från både vuxna och unga individer. Arten fick namner Ajugaceratops mariscalensis, Aguja efter fynplatsen, Aguja-formationen. Efterleden kommer från grekiskans κέρας/ceras, som betyder 'horn', samt ωψ/ops, som betyder 'ansikte'.

## Klassificering
Agujaceratops liknar både Pentaceratops och Chasmosaurus. Dess korta krage föreslår att den kan ha varit en förfader till Pentaceratops. Den levde i det som idag är Texas, USA, och det nya materialet hittades i lagren i Aguja-formationen. Denna formation dateras tillbaka till campanian-skedet under yngre delen av kritaperioden.